# Рагнар Густавссон
Рагнар Густавссон (швед. Ragnar Gustavsson; 28 вересня 1907 — 29 травня 1980) — шведський футболіст, що грав на позиції нападника.
Виступав, зокрема, за клуб ГАІС, а також національну збірну Швеції.
Чемпіон Швеції.

## Клубна кар'єра
У дорослому футболі дебютував 1929 року виступами за команду клубу ГАІС, кольори якої і захищав протягом усієї своєї кар'єри гравця, що тривала вісім років. У складі ГАІСа був одним з головних бомбардирів команди, маючи середню результативність на рівні 0,52 голу за гру першості.

## Виступи за збірну
У 1932 році дебютував в офіційних матчах у складі національної збірної Швеції. Протягом кар'єри у національній команді, яка тривала 3 роки, провів у її формі 9 матчів, забивши 3 голи.
У складі збірної був учасником чемпіонату світу 1934 року в Італії.
Помер 29 травня 1980 року на 73-му році життя.

## Титули і досягнення
- Чемпіон Швеції (1):

ГАІС: 1931